# Shipham
Shipham – wieś w Anglii, w hrabstwie Somerset, w dystrykcie (unitary authority) Somerset. Leży 22 km na południowy zachód od miasta Bristol i 187 km na zachód od Londynu. W 2001 miejscowość liczyła 1136 mieszkańców.